# Глушко, Борис Владимирович
Борис Владимирович Глушко (5 апреля 1903, Стурзовка, Бессарабская губерния, Российская империя — 10 февраля 1994) — советский агроном, организатор сельскохозяйственного производства. Герой Социалистического Труда (1966), кандидат сельскохозяйственных наук.
Член КПСС с 1957 года.

## Биография
Родился 5 апреля 1903 года в Стурзовке Бессарабской губернии, Российская империя, в семье учителя.
В 1919—1940 годах — подданный Румынии, директор Экспериментальных станций в Кымпия-Турзий и в Моара-Домняскэ Румынского института сельского хозяйства. Защитил диссертацию доктора сельскохозяйственных наук.
С 1940 по 1941 и с 1944 по 1947 год — агроном, главный агроном сельхоз отдела Оргеевского района; в 1941—1944 годах — в эвакуации в Чкаловской и Челябинской областях, работал агрономом совхозов.
С 1947 года — председатель образованного в результате укрупнения хозяйств колхоза «Вяца Ноуэ» Оргеевского (Теленештского) района Молдавской ССР (7400 га сельхозугодий). Под его руководством артель превратилась в крупное многоотраслевое высокорентабельное хозяйство с урожаями (ц/га): зерновых 27—30 (2000 га), подсолнечника 18—20 (250 га), винограда 7—80 (340 га). Надои по стаду в 800 коров составили 2800—3000 кг.
Член КПСС с 1957 года.
С 1958 года колхоз полностью перешёл на гарантированную денежную оплату труда, в 1967 году награждён орденом Ленина.
Б. В. Глушко в 1966 году присвоено звание Героя Социалистического Труда. Награждён двумя орденами Ленина, медалями СССР и ВДНХ. Заслуженный агроном МССР (1957).
Делегат XXII съезда КПСС, депутат Верховного Совета Молдавской ССР 4-го созыва. Кандидат сельскохозяйственных наук (1960). После выхода на пенсию (1968) — почётный председатель колхоза «Вяца Ноуэ».
Умер 10 февраля 1994 года.
Сын — Константин Борисович Глушко, проректор Кишинёвского политехнического института.